# Alois Ausobsky
Alois Ausobsky (10. února 1863 Vídeň – 27. dubna 1927 Štýrský Hradec) byl rakouský politik německé národnosti ze Štýrska, na počátku 20. století poslanec Říšské rady.

## Biografie
Byl odborovým tajemníkem ve Štýrském Hradci. Původní profesí byl soustružníkem. Od mládí se angažoval v sociálně demokratické straně. V květnu 1893 přišel na kratší dobu do Štýrského Hradce a nastoupil jako redaktor listu Arbeiterwille. Od roku 1903 pracoval pro redakci Gleichheit ve Vídeňském Novém Městě. Opětovně se do Štýrského Hradce přestěhoval v roce 1904 a stal se tajemníkem odborů. Zastával i funkci člena obecní rady. V roce 1912 se stal i historicky prvním sociálně demokratickým náměstkem starosty města.
Působil i jako poslanec Říšské rady (celostátního parlamentu Předlitavska), kam usedl ve volbách do Říšské rady roku 1907, konaných poprvé podle všeobecného a rovného volebního práva. Byl zvolen za obvod Štýrsko 05. Po volbách roku 1907 byl uváděn coby člen Klubu německých sociálních demokratů.
V roce 1895 se oženil s Wilhelmine Trötzmüller (1874–1954). Z manželství vzešlo pět dětí.
Zemřel na mrtvici v dubnu 1927. Je pohřben ve Štýrském Hradci.